# 上智之座圣母堂 (那不勒斯)
上智之座圣母堂（Santa Maria della Sapienza）是一座罗马天主教教堂，位于意大利那不勒斯市中心的康斯坦蒂诺波利街（Via Costantinopoli）。

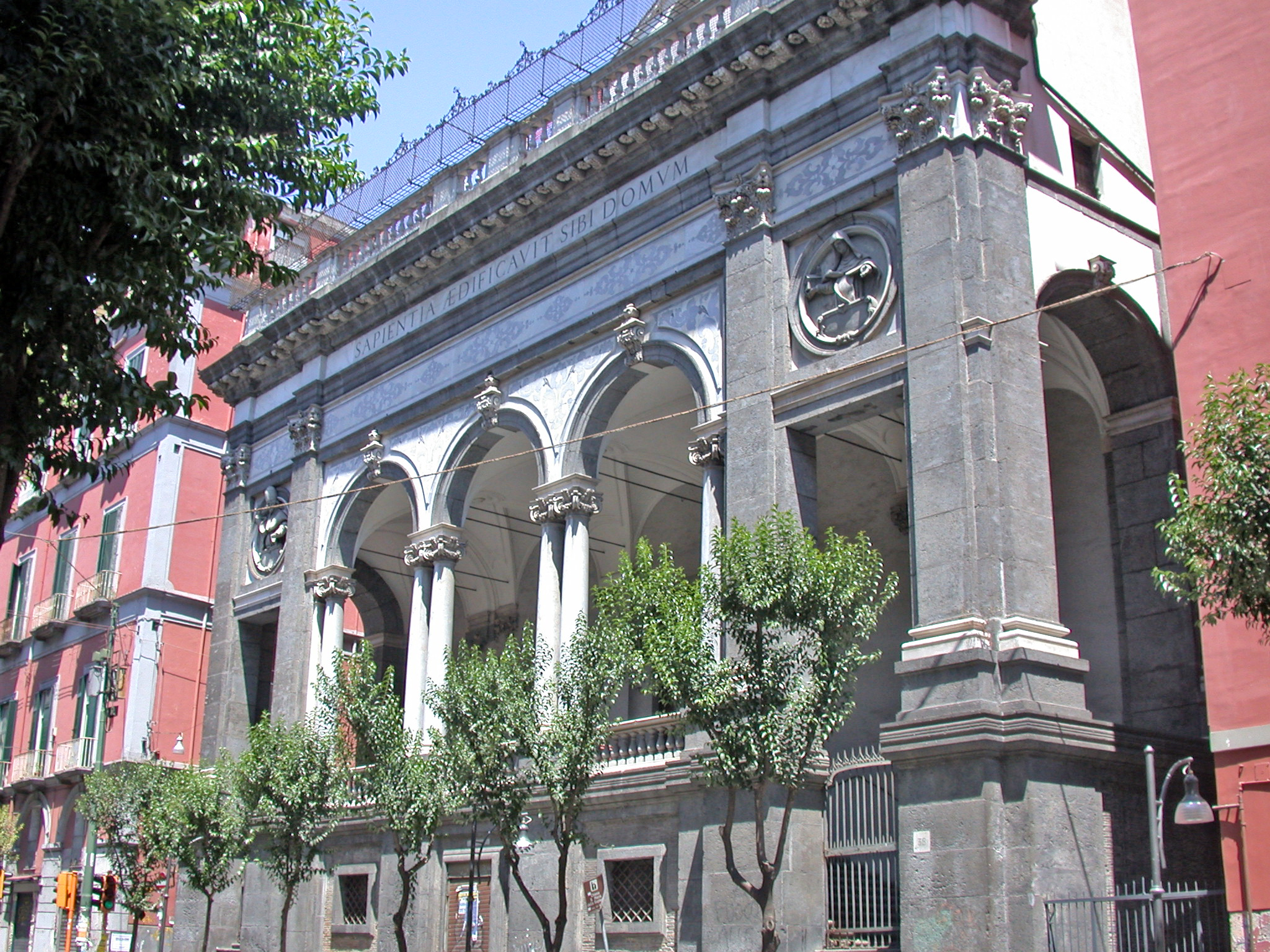
立面

## 历史
1507年，那不勒斯总主教奥利维耶罗·卡拉法（Oliviero Carafa）枢机开始计划在上智大学建造教堂。工程在他死后才开始，土地购自乔瓦尼·拉特罗、贾姆皮特罗和马里诺·斯滕达多。此处被改建为贫穷修女会修道院。1535年，这个修女院遭取缔，总主教若望·伯多祿·卡拉法枢机（后来的教宗保禄四世）遣散了修女，枢机的姐妹玛丽亚将其改成道明会修女院，自任院长。她的圣髑在该堂受到尊敬，这里还藏有埃瓦里托（Evaristo）和普里西亚诺（Prisciano，圣福多那督的姐妹）两位圣人的圣髑，以及圣斯德望的液化血液。
立面上描绘有教宗保禄四世和他的姐妹马利亚的半身像。
该堂建于1625年，由神職界修會神父和建筑师方济各·格里马尔迪（Francesco Grimaldi）设计，由乔万·贾科莫·迪康福托（Giovan Giacomo Di Conforto）于1630年完成。据说建筑师科西莫·范扎戈（Cosimo Fanzago）和迪奥尼西奥·拉扎里（Dionisio Lazzari）帮助完成了立面和入口楼梯，范扎戈进行了设计，拉扎里完成了大理石装饰。另有资料说，立面是由迪康福托（Di Conforto）设计。从1634年至1636年，圆顶和钟楼建成。贾科莫·拉扎里（Giacomo Lazzari）设计了穹顶，内部天花板湿壁画则是由贝利萨里奥·科伦齐奥（Belisario Corenzio）创作。毗邻的修道院在19世纪被拆除，建造医院和诊所。
内部装饰有彩色大理石，由迪奥尼西奥·拉扎里（Dionisio Lazzari）创作。黑白二色的地面装饰与亚美尼亚的圣额我略堂相似。半圆形后殿的湿壁画是切萨雷·弗拉坎扎诺（Cesare Fracanzano）的作品，而半月楣（tympanum）上的两位天使则由保罗·贝纳利亚（Paolo Benaglia）雕刻。教堂内有一个大型的小圣堂，名为圣梯小堂（Cappella della Scala Santa）。上智之座圣母堂已经关闭了几十年。2011年正在进行修复。